# Paul Warhurst
Paul Warhurst (født 26. september 1969 i Stockport, England) er en engelsk tidligere fodboldspiller og -træner, der gennem karrieren fungerede som både forsvarer, midtbanespiller og angriber. 
Warhurst tilbragte hele sin karriere i hjemlandet, hvor han blandt andet repræsenterede Oldham Athletic, Sheffield Wednesday, Blackburn Rovers og Bolton Wanderers. Han var med til at vinde Premier League med Blackburn i 1995.

## Titler
Premier League
- 1995 med Blackburn Rovers